# Гаплогруппа Z (мтДНК)
Гаплогруппа Z — гаплогруппа митохондриальной ДНК человека.

## Происхождение
Считается, что гаплогруппа Z возникла в Центральной Азии. Является потомком митохондриальной гаплогруппы CZ, в свою очередь произошедшей от митохондриальной гаплогруппы M.

## Субклады
- Z5
- Z-a
  - Z1
  - Z2
  - Z3
  - Z4
  - Z7

## Распространение
Наибольшее разнообразие данной группы представлено в Корее, северном Китае и Центральной Азии. Однако с наибольшей частотой встречается среди некоторых народов России и среди саамов на севере Скандинавии.

### Кавказ
Абхазо-адыгские народы
- абазины – 1,9 % (105)
- черкесы – 1,6 % (123)

Индоевропейские народы
- северные осетины – 0,7 % (138)

Тюркские народы
- кубанские ногайцы – 2,3 % (131)[1]

## Палеогенетика
- Гаплогруппа Z определена у представителя серовской культуры (Хужир-Ольхон), жившего на острове Ольхон в эпоху неолита[2][3], у халколитических обитателей стоянки Усть-Тартас[4], у обитателя стоянки Курма XI позднего неолита—ранней бронзы[5].
- Z1 выявили у представителя андроновской культуры[6] и у представительницы ботайской культуры (BOT2016 или BKZ001), жившей 4660 лет до настоящего времени[7].
- Z1a выявили у мезолитических обитателей могильника на острове Большой Олений[8][9], у шведского ярла и основателя Стокгольма Биргера (1216? — 1266)[10].
- Z определили у образца J12_6* (пазырыкская культура, Юстыд 12, курган 10, Кош-Агачский район, Республика Алтай, Россия, IV–III вв. до н. э.)[11]
- Z определили у образца K3R (саргатская культура, мог. Куртугуз I, Богдановичский район, Свердловская область, Россия) и образца SF (мог. Сопининский (грунтовое погребение), Шатровский район, Курганская область, Россия)[12]
- Z1a1a определили у представительницы пьяноборской культуры AB131[13].
- Z1a1a определили у образца MOT15 из Танкеевского могильника в Спасском районе Татарстана (Late Kushnarenkovo/Karayakupovo, early Volga-Kama Bulghar period, X—XI века)[14].
- Z3c определили у образца SHK002 (Grave 2, Shekshovo 2, 1179±35 гг., Y-хромосомная гаплогруппа N1) из погребения на северной окраине селища Шекшово 2 близ села Шекшово в Суздальском Ополье (Ивановская область)[15]
- Z1a определили у представительницы чияликской культуры (XI—XIV века)[14].
- Z4 определили образца с кладбища Чжэньзишань (Zhenzishan) в китайском Шанду (XIII век)[16].

## Публикации
2010
- Литвинов С. С. Изучение генетической структуры народов Западного Кавказа по данным о полиморфизме Y-хромосомы, митохондриальной ДНК и Alu-инсерций. — Уфа, 2010. — 23 с.
- Bennett CC, Kaestle FA. (Апрель 2010). Investigation of Ancient DNA from Western Siberia and the Sargat Culture. Human Biology. 82 (2): 143–156. doi:10.3378/027.082.0202. PMID 20649397.

2017
- Unterländer M; Palstra F; Lazaridis I; et al. (Март 2017). Ancestry and demography and descendants of Iron Age nomads of the Eurasian Steppe. Nature Communications. 8. doi:10.1038/ncomms14615. PMC 5337992. PMID 28256537.

### Общие сведения
- - Ian Logan’s Mitochondrial DNA Site
  - Dr. M. van Oven’s Phylotree

### Гаплогруппа Z
- Z MTree. YFull.
- Spread of Haplogroup Z, from National Geographic